# Ministre des Entreprises et de la Formation continue (Écosse)

## Liste des ministres
| Nom                                                                  | Nom                                                  | Début du mandat                                      | Fin du mandat                                        | Gouvernement                                         |
| Ministre des Entreprises et de la Formation continue                 | Ministre des Entreprises et de la Formation continue | Ministre des Entreprises et de la Formation continue | Ministre des Entreprises et de la Formation continue | Ministre des Entreprises et de la Formation continue |
| -------------------------------------------------------------------- | ---------------------------------------------------- | ---------------------------------------------------- | ---------------------------------------------------- | ---------------------------------------------------- |
|                                                                      | Henry McLeish                                        | 19 mai 1999                                          | 26 octobre 2000                                      | Dewar                                                |
|                                                                      | Wendy Alexander                                      | 1er novembre 2000                                    | 28 novembre 2001                                     | McLeish                                              |
| Ministre des Entreprises, des Transports et de la Formation continue |                                                      |                                                      |                                                      |                                                      |
|                                                                      | Wendy Alexander                                      | 28 novembre 2001                                     | 3 mai 2002                                           | McConnell I                                          |
|                                                                      | Iain Gray                                            | 3 mai 2002                                           | 27 mars 2003                                         | McConnell I                                          |
| Ministre des Entreprises et de la Formation continue                 |                                                      |                                                      |                                                      |                                                      |
|                                                                      | Jim Wallace                                          | 20 mai 2003                                          | 27 juin 2005                                         | McConnell II                                         |
|                                                                      | Nicol Stephen                                        | 27 juin 2005                                         | 16 mai 2007                                          | McConnell II                                         |